# この世界に愛を
「この世界に愛を」(We Love You)は、ローリング・ストーンズが1967年に発表した楽曲。作詞・作曲はミック・ジャガーおよびキース・リチャーズ。イギリスで8位、アメリカで50位を記録。オリジナルアルバム未収録。

## 解説
1967年5月から7月にかけて、ロンドンのオリンピック・スタジオでのアルバム『サタニック・マジェスティーズ』のセッションの中で録音された。同アルバムのテイストを受け継ぐサイケデリック期のストーンズを表した仕上がりになっているが、この曲は特に重苦しく、不気味なサウンドを湛えている。この曲の核となっているピアノはニッキー・ホプキンスが弾いており、ホプキンスによるとこのピアノのリフも彼自身が作ったとしているが、作者としてクレジットはされていない。また曲の導入部で聴かれる、鉄格子の閉まる音と看守の足音は、実際に刑務所で録音されたものである。この時期のストーンズは、ジャガー、リチャーズ、そしてブライアン・ジョーンズの薬物所持による逮捕と相次ぐ裁判により、音楽活動を停滞させられた苦しい時であり、そのような中で自分たちを励ましてくれたファン達へのお礼のメッセージがこの曲にこめられている。
コーラスにはジョン・レノンとポール・マッカートニーが参加している。二人の参加は、ビートルズのシングル「愛こそはすべて」にジャガーとリチャーズがコーラスで参加したことへの返礼だと言われているが、この曲の録音と前後して、ブライアン・ジョーンズがマッカートニーに誘われる形で「ユー・ノウ・マイ・ネーム」の録音に参加している。しかし、レノンとマッカートニーが参加したことは、リリース当時は公には明かされなかった。許可なくストーンズと共演をすることは、ビートルズが所属するEMIの契約違反になるためであった。そのためストーンズは、二人の参加を公式には認めなかった代わりに「噂」として流した。
この曲にはミュージック・ビデオが制作されている。監督はピーター・ホワイトヘッドで、撮影はエセックスにある教会で行われた。この映像はオスカー・ワイルドの公判シーンをベースに作られており、ジャガーがワイルド役、ジャガーの当時の恋人だったマリアンヌ・フェイスフルが、ワイルドの友人の「ボージー」役、そしてリチャーズがボージーの父親のクイーンズベリー公爵役をそれぞれ演じた。マネージャーのアンドリュー・ルーグ・オールダムは、この映像をBBCの音楽番組「トップ・オブ・ザ・ポップス」で流すよう交渉したが、BBCからは「同番組の視聴者層にそぐわない」として断られている。ただし、アメリカやドイツのテレビでは放映された。
この曲がストーンズのコンサートで披露されたことは、これまで1度もない。

## リリースと評価
「この世界に愛を」は、「ダンデライオン (たんぽぽ)」をB面に、イギリスでは1967年8月18日、アメリカでは同年9月2日にシングルとしてリリースされた。イギリスではトップ10入りはしたものの、アメリカでは50位に留まっており、B面の「ダンデライオン」の方がチャートの上位に付いた（14位）。当時のストーンズのシングルとしては、売り上げはあまり伸びなかった。なおこのシングルが、アンドリュー・オールダムがプロデュースした最後の作品となった。
この曲の批評家筋からの評価は、アメリカでは厳しいものが多く、反対にイギリスでは好意的なものが多かった。ニュー・ミュージカル・エクスプレス誌は、「“この世界に愛を”は“愛こそはすべて”同様にシンプルだが、曲の周りの音楽的なホロコーストは巧みにプロデュースされているので、何度聞いても新しいアイデアを聴きとれるだろう」と肯定的に評したが、トロント・デイリー・スター紙は「ストーンズはアイデアが尽きたのだろうか。このシングルは駄作だ。ビートルズを真似たのだが、荒れ狂い、結局何も見つけられなかった」と切捨てた。ジミ・ヘンドリックスは当時、「プロデュースの点ではすごく複雑だね。彼らの他のヒット曲よりもずっと複雑だと思うよ。この曲で感心したのは最後の部分だけだね。これがビートルズの影響を受けてるとは全く思わない」と感想を述べている。

## バージョン違い
この曲のシングル・バージョン(モノラル・ミックス)は、エンディングに「ダンデライオン」の一部分が、そして「ダンデライオン」のエンディングに「この世界に愛を」のイントロが挿入されている。これはステレオ・ミックス・バージョンには挿入されていない。また、この曲の近年のマスターでは、エンディングに何らかの言葉がかぶさっている場合がある。ステレオ・バージョンは、1969年のベストアルバム『スルー・ザ・パスト・ダークリー (ビッグ・ヒッツ Vol.2)』の英国盤で初登場した。コンピレーション・アルバムに収録される際には、ステレオバージョンで収録されることが多い。オリジナルのシングル・バージョンは『シングル・コレクション (ザ・ロンドン・イヤーズ)』（1989年）に収録されている。

## レコーディング・メンバー
※出典：
- ミック・ジャガー - リード＆バッキングボーカル
- キース・リチャーズ - エレキギター、バッキングボーカル
- ブライアン・ジョーンズ - メロトロン
- ビル・ワイマン - ベース
- チャーリー・ワッツ - ドラムス
- ニッキー・ホプキンス - ピアノ
- ジョン・レノン、ポール・マッカートニー - バッキングボーカル

## ヒットチャート
| Chart (1967)                                       | Position |
| -------------------------------------------------- | -------- |
| オーストリア（エードライ・オーストリア・トップ40） | 5        |
| ベルギー（ウルトラトップ）                         | 14       |
| ドイツ（GfK Entertainment charts）                 | 2        |
| アイルランド（Irish Singles Chart）                | 14       |
| ノルウェー（ヴェーゲー・リスタ）                   | 9        |
| 全英シングルチャート                               | 8        |
| US Billboard Hot 100                               | 50       |

## カバー
- コック・スパラー - 1977年にシングルとしてリリース。
- 坂本龍一 - アルバム『ビューティ』（1989年）に収録。シングルとしてもリリース。

- グレゴリアン - アルバム『Masters of Chant Chapter V』（2006年）に収録。